# Exocentrus ruficornis
Exocentrus ruficornis là một loài bọ cánh cứng trong họ Cerambycidae.